# Hippolyte Bernheim

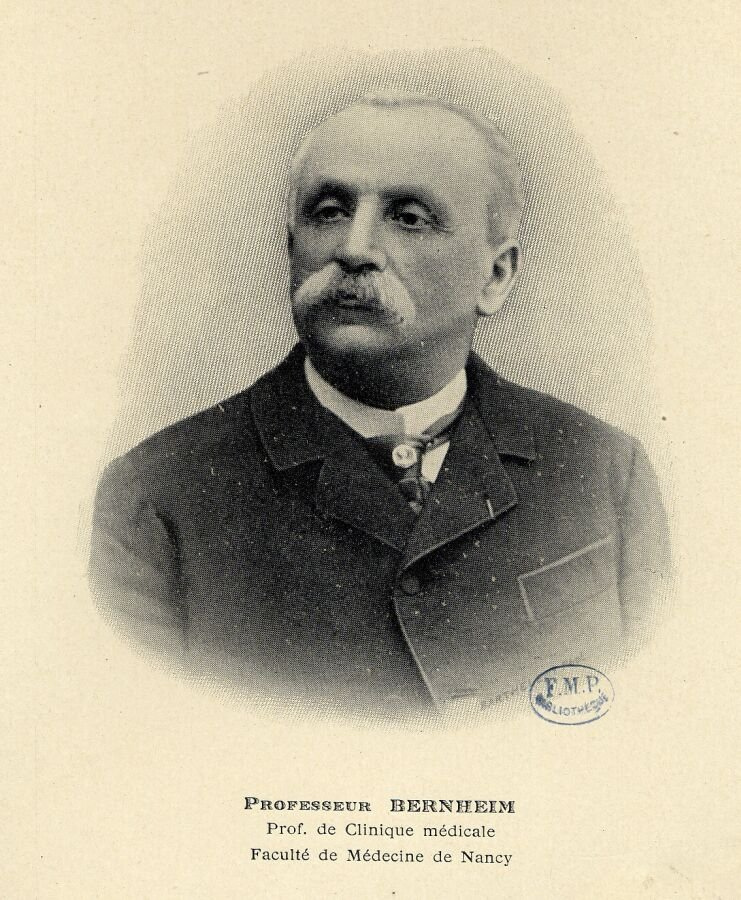
Hippolyte Bernheim (1837-1919)

Hippolyte Bernheim (ur. 1837 w Miluzie, Alzacja, zm. 1919 w Nancy, Francja) – francuski lekarz i neurolog.
Bernheim studiował na uniwersytecie w Strasburgu, gdzie w 1867 roku uzyskał stopień doktora nauk medycznych. W tym samym roku został lektorem na uniwersytecie.
Kiedy w 1871 roku w wyniku wojny francusko-niemieckiej Strasburg został zajęty przez Niemców, Bernheim powrócił do Nancy – na tamtejszym uniwersytecie otrzymał profesurę.
Gdy w 1880 roku na wydziale medycznym zaczęto wykładać hipnozę, Bernheim, oczarowany nową dziedziną, niebawem stał się wiodącym badaczem tego zjawiska, dotychczas znanego jedynie jako sztuczka. Bernheim sprzeciwił się panującym wówczas poglądom, że tylko histerycy ulegają wpływowi hipnotycznemu. Uważał, iż hipnoza to normalne zjawisko niepatologiczne pojawiające się w formie reakcji na sugestię, że nie ma ona – w przeciwieństwie do panujących wówczas poglądów – nic wspólnego z magnesem i metalami.
W 1882 roku Bernheim asystował w pracach nad badaniem hipnozy prowadzonych przez Ambroise'a-Auguste'a Liébeaulta; w 1883 roku prowadził eksperymenty mające na celu zahipnotyzowanie zbrodniarzy – w pracach tych pomagali mu prawnik Jules Liégeois i lekarz Henri Beaunis. Razem z Liébeaultem, Liégeoisem i Beaunisem Bernheimem stworzył tzw. "Szkołę Nancy" czy "Szkołę Sugestii" przeciwstawianą "Szkole Salpétriêre", której głównym przedstawicielem był Jean-Martin Charcot. Bernnheim definiował hipnozę jako zwykły wytwór oniryczny stworzony pod wpływem sugestii, Charcot zaś uważał, że jest to zjawisko somatyczne.
W 1889 roku Bernheima odwiedził Zygmunt Freud, który zasięgnął u niego informacji na temat eksperymentu z tzw. "sugestią pohipnotyczną". Na podstawie eksperymentów Bernheima Freud doszedł do wniosku, że musi istnieć nieświadomość.
W 1903 roku, Bernheim uznał, że nie sposób odróżnić hipnozy od sugestii – stwierdził, że "sugestia narodziła się z dawnego hipnotyzmu, tak samo, jak chemia narodziła się z alchemii".
Pracując na uniwersytecie w Nancy (1910-1919) Bernheim był reprezentantem poglądu, iż nieświadomość to pomost pomiędzy lekarzem i pacjentem w sytuacji, gdy ten ostatni wmawia sobie choroby.

## Prace
- Über die Typhusfieber im allgemeinen, Straßburg 1868.
- Lektion der klinischen Medizin, Paryż 1877.
- Über die Suggestion im Zustand der Hypnose und im Zustand des Bewußtseins, Paryż 1884.
- Über die Suggestion und ihre Anwendung in der Therapie, Paryż 1887.